# Anablepidae
Die Anablepidae sind eine Fischfamilie aus der Ordnung der Zahnkärpflinge (Cyprinodontiformes). Sie leben in Süß- und Brackwasser, seltener im küstennahen Meer in Mittel- und Südamerika. Zu ihnen gehören die bekannten Vieraugen (Anableps), deren Augen durch eine querliegende Scheidewand in zwei Hälften mit je einer Pupille geteilt sind, so dass die Tiere gleichzeitig über und unter Wasser sehen können.

## Merkmale
Die Fische werden 2,5 bis 32 Zentimeter lang. Ihr Körper ist gestreckt, der Rücken abgeflacht. Die Bauchflossen befinden sich weit hinten, deutlich hinter dem Ende der Brustflossen. Der Beckengürtel sitzt niedrig an den Seiten, die Bauchflossenstrahlen weisen nach unten bzw. nach hinten. Die Rückenflosse befindet sich weit hinten, hinter der Afterflosse.

## Lebensweise
Die Arten der Anablepidae leben an der Oberfläche ihrer Wohngewässer. Sie ernähren sich von Anflugnahrung (ins Wasser gefallene Insekten), Mückenlarven und Kleinkrebsen. Die Vieraugen und die Linienkärpflinge sind lebendgebärend, während der Weißaugenfisch Eier legt. Das aus der Afterflosse gebildete Geschlechtsorgan  (Gonopodium) der männlichen Vieraugen und Linienkärpflinge lässt sich nur nach rechts oder links bewegen. Entsprechend gibt es Weibchen, deren Genital sich nach links oder rechts öffnet. Männchen mit nach links drehendem Gonopodium können sich nur mit Weibchen fortpflanzen, deren Genital nach rechts weist und umgekehrt.

## Systematik
Es gibt zwei Unterfamilien, drei recht unterschiedliche Gattungen und 19 Arten.

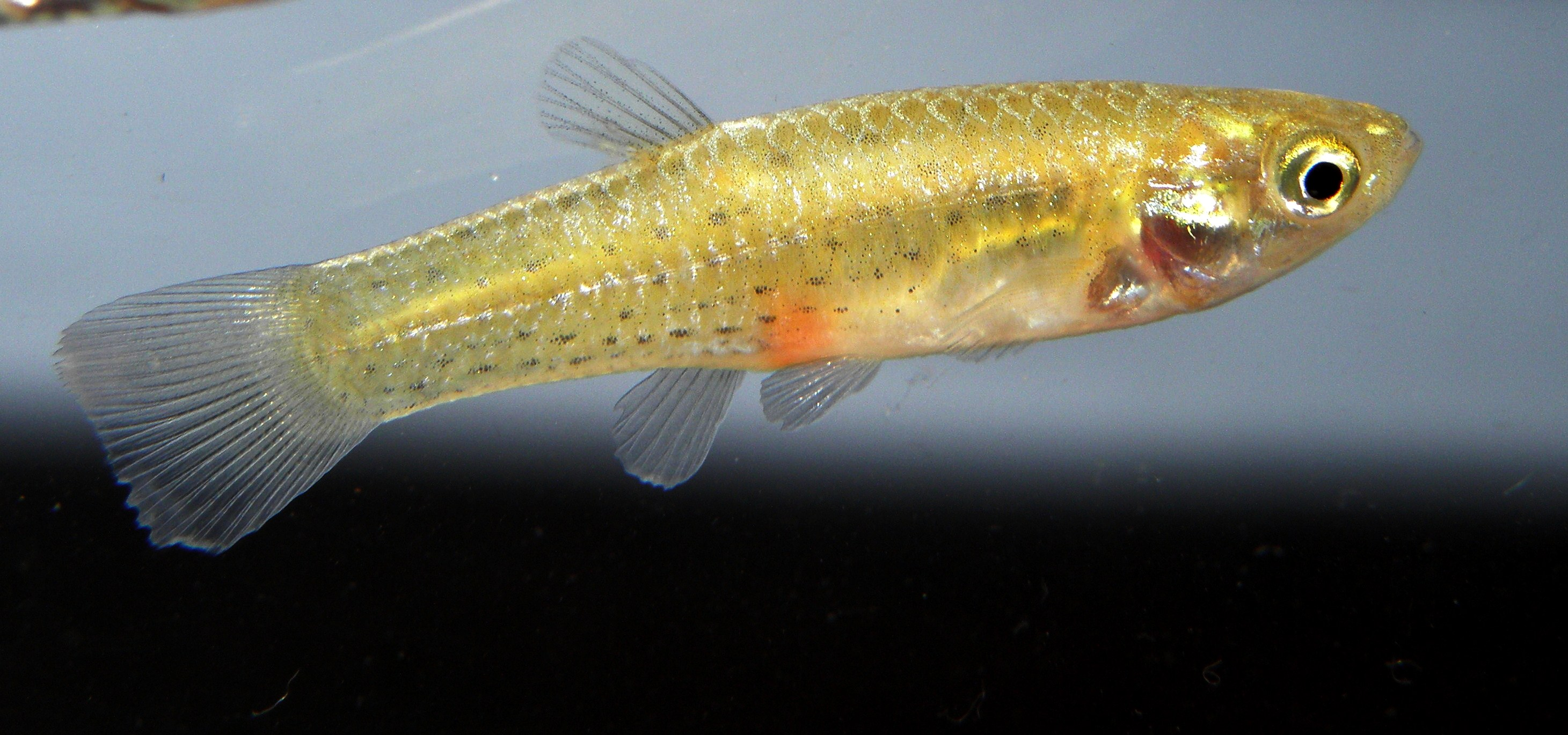
Jenynsia lineata

- Unterfamilie Anablepinae Bonaparte, 1831
  - Gattung Anableps Scopoli, 1777 (Vieraugen)
  - Gattung Jenynsia Günther, 1866 (Linienkärpflinge)
- Unterfamilie Oxyzygonectinae Parenti, 1981
  - Gattung Oxyzygonectes Fowler, 1916 (Weißaugenfische)

Der Familie Anablepidae werden zusätzlich die zwei fossilen Arten Tucmanableps cionei Sferco, Herbst, Aguilera & Mirande, 2017 und Sachajenynsia pacha Sferco, Herbst, Aguilera & Mirande, 2017 zugeordnet. Tucmanableps cionei stellt die Schwesterart zur Gattung Anableps dar. Bei Sachajenynsia pacha soll es sich um die Schwesterart zur Unterfamilie Anablepinae handeln.